# Simulium yadongense
Simulium yadongense är en tvåvingeart som beskrevs av Deng och Chen 1993. Simulium yadongense ingår i släktet Simulium och familjen knott.
Artens utbredningsområde är Tibet. Inga underarter finns listade i Catalogue of Life.